# Sybra tenganensis
Sybra tenganensis är en skalbaggsart som beskrevs av Stefan von Breuning 1965. Sybra tenganensis ingår i släktet Sybra och familjen långhorningar. Inga underarter finns listade i Catalogue of Life.